# Villequiers
Villequiers – miejscowość i gmina we Francji, w Regionie Centralnym, w departamencie Cher.
Według danych na rok 1990 gminę zamieszkiwało 466 osób, a gęstość zaludnienia wynosiła 16 osób/km² (wśród 1842 gmin Regionu Centralnego Villequiers plasuje się na 705. miejscu pod względem liczby ludności, natomiast pod względem powierzchni na miejscu 360.).